# Ivan Baron (tenista)
Ivan Baron (Jacksonville, Flórida, 12 de novembro de 1972) é um ex-tenista norte-americano.

## Biografia
Foi tido como grande promessa do tênis americano. Teve o seu melhor ano no circuito júnior, em 1990, quando venceu o Open da Itália e chegou às quartas de final do Open da França. Em Wimbledon foi às semifinais.
No Open dos EUA, além dos jogos de simples, participou das duplas masculinas e mistas. Perdeu em dois sets para Fabrice Santoro. Fez uma parceria com Michael Flanagan e Lisa Raymond nas duplas, mas não conseguiu passar da rodada de abertura.
Em 1993, entrou na fase preliminar. Perdeu em quatro sets para Renzo Furlan na primeiro rodada e nas duplas, em parceria com Michael Joyce. No Open dos EUA, em 1994, disputou apenas as duplas com Martin Blackman, capitulando na primeira rodada.
Em 1995, conquistou uma histórica vitória sobre o então número um do mundo 11 do mundo, Magnus Larsson, na International Tennis Championships, em Coral Springs. Ele e Brett Hansen-Dent foram vice-campeões do mesmo evento no ano seguinte.